# فیلم‌شناسی آی‌یو
لی جی اون (کره‌ای: 아이유; زادهٔ ۱۶ مه ۱۹۹۳)، که به‌طور حرفه‌ای با نام آی‌یو شناخته می‌شود، خواننده، ترانه‌سرا و بازیگر اهل کره جنوبی است.

## فیلم
| سال  | عنوان                                 | نقش                 | توضیحات      | منابع       |
| ---- | ------------------------------------- | ------------------- | ------------ | ----------- |
| ۲۰۱٢ | داستان یک لاک‌پشت ۲: فرار سامی از بهشت | الا (صدا)           | دوبلهٔ کره‌ای  | [ ۱ ]       |
| ۲۰۱۷ | واقعی                                 | راهنمای مراسم جوایز | حضور افتخاری | [ ۲ ]       |
| ۲۰۱۹ | سایه‌های قلب                           | می یونگ             |              | [ ۳ ]       |
| ۲۰۲۲ | دلال                                  | سو یونگ             |              | [ ۴ ] [ ۵ ] |
| ۲۰۲۳ | رؤیا                                  | لی سو مین           |              | [ ۶ ]       |

## مجموعه تلویزیونی
| سال  | عنوان                | شبکه    | نقش              | توضیحات               | منابع  |
| ---- | -------------------- | ------- | ---------------- | --------------------- | ------ |
| ۲۰۱۱ | رؤیای بلند           | کی‌بی‌اس۲ | کیم پیل سوک      | نقش اصلی              | [ ۷ ]  |
| ۲۰۱۱ | به برنامه خوش آمدید  | اس‌بی‌اس  | خودش             | حضور افتخاری (قسمت ۱) | [ ۸ ]  |
| ۲۰۱۲ | رؤیای بلند ۲         | کی‌بی‌اس۲ | کیم پیل سوک      | حضور افتخاری (قسمت ۱) | [ ۹ ]  |
| ۲۰۱۲ | استاد سمندر و سایه‌ها | اس‌بی‌اس  | جیب بر جی‌اون     | حضور افتخاری (قسمت ۶) | [ ۱۰ ] |
| ۲۰۱۳ | تو بهترینی           | کی‌بی‌اس۲ | لی سون شین       | نقش اصلی              | [ ۱۱ ] |
| ۲۰۱۳ | پسر زیبا             | کی‌بی‌اس۲ | کیم بو تونگ      | نقش اصلی              | [ ۱۲ ] |
| ۲۰۱۵ | تهیه‌کنندگان          | کی‌بی‌اس۲ | سیندی            | نقش اصلی              | [ ۱۳ ] |
| ۲۰۱۶ | عاشقان ماه           | اس‌بی‌اس  | گو هاجین / هه سو | نقش اصلی              | [ ۱۴ ] |
| ۲۰۱۸ | آقای من              | تی‌وی‌ان  | لی جی آن         | نقش اصلی              | [ ۱۵ ] |
| ۲۰۱۹ | هتل دل لونا          | تی‌وی‌ان  | جانگ مان وول     | نقش اصلی              | [ ۱۶ ] |

## مجموعه اینترنتی
| سال  | عنوان  | شبکه    | نقش   | منابع  |
| ---- | ------ | ------- | ----- | ------ |
| ۲۰۱۹ | پرسونا | نتفلیکس | مختلف | [ ۱۷ ] |

## برنامه تلویزیونی
| سال       | عنوان                  | شبکه     | نقش               | توضیحات                  | منابع  |
| --------- | ---------------------- | -------- | ----------------- | ------------------------ | ------ |
| ۲۰۱۰–۲۰۱۱ | قهرمانان               | اس‌بی‌اس   | عضو گروه بازیگران |                          | [ ۱۸ ] |
| ۲۰۱۱      | گریه و بوسهٔ کیم یونا   | اس‌بی‌اس   | مسابقه دهنده      | به عنوان اسکیت‌باز نمایشی | [ ۱۹ ] |
| ۲۰۱۷      | هوم استی هیوری (فصل ۱) | جی‌تی‌بی‌سی | عضو گروه بازیگران |                          | [ ۲۰ ] |

## میزبان
| سال       | عنوان                                    | شبکه        | منابع  |
| --------- | ---------------------------------------- | ----------- | ------ |
| ۲۰۰۹      | IU Star Nutrition                        | ام‌بی‌سی گیم  | [ ۲۱ ] |
| ۲۰۰۹–۲۰۱۰ | جی‌اوام‌تی‌وی میوزیک چارت شو (جی‌ام‌سی)       | جی‌اوام پلیر | [ ۲۲ ] |
| ۲۰۱۰      | 28th MBC Creative Synchronicity Festival | ام‌بی‌سی      | [ ۲۳ ] |
| ۲۰۱۱      | ۵۰ سال سرگرمی تلویزیونی                  | کی‌بی‌اس۲     | [ ۲۴ ] |
| ۲۰۱۱–۲۰۱۳ | اینکیگایو                                | اس‌بی‌اس      | [ ۲۵ ] |
| ۲۰۱۲      | کوییز شو کیو                             | ام‌بی‌سی      | [ ۲۶ ] |
| ۲۰۱۲      | اس‌بی‌اس گایو دجون                         | اس‌بی‌اس      | [ ۲۷ ] |
| ۲۰۱۴      | Tray Relay Song                          | کی‌بی‌اس۲     | [ ۲۸ ] |
| ۲۰۱۵      | اس‌بی‌اس گایو دجون                         | اس‌بی‌اس      | [ ۲۹ ] |
| ۲۰۱۷      | اس‌بی‌اس گایو دجون                         | اس‌بی‌اس      | [ ۳۰ ] |

## بازی ویدئویی
| سال       | عنوان           | توسعه دهنده | نقش      | توضیحات                   | منابع            |
| --------- | --------------- | ----------- | -------- | ------------------------- | ---------------- |
| ۲۰۱۲–۲۰۱۳ | آیون: برج ابدیت | ان‌سی‌سافت    | نقش مکمل | مدل سخنگو و مدل داخل بازی | [ نیازمند منبع ] |
| ۲۰۱۳      | سادن اتک        | نکسان       | نقش مکمل | مدل داخل بازی             | [ نیازمند منبع ] |
| ۲۰۱۹      | سادن اتک        | نکسان       | نقش مکمل | مدل داخل بازی             | [ ۳۱ ]           |